# حزب تلم
حزب تلم ((بالعبرية: צד הטלה‏) أو يُختصر Tnua Leumit Mamlachtit، حرفياً الحركة الوطنية لرجال الدولة)، هو حزب سياسي صهيوني في إسرائيل أسسه وزير الدفاع السابق موشيه يعلون، وتم تسجيله في 2 يناير 2019 ومن المتوقع أن يخوض انتخابات الكنيست 2019.

## التأسيس
ترك موشيه يعلون منصب وزير الدفاع في مايو 2016 «وسط تكهنات بإقالته من قبل نتانياهو». في 12 مارس 2017، تخلى يعلون رسمياً عن عضويته في الليكود، معلناً أنه سيشكل حزباً جديداً لتحدي بنيامين نتانياهو في انتخابات 2019.
سُمي الحزب إحياء لذكرى وزير الدفاع الصهيوني السابق موشيه ديان وحزبه، تلم. صرح يعلون أنه كان جندي من أجل إسرائيل لعقود، وأنه سيستمر في خدمة العامة من خلال حزبه الجديد".